# Jean-Claude Moussé
Pour les articles homonymes, voir Moussé (homonymie).
Pas d'image ? Cliquez ici
Jean-Claude Moussé, né le 2 septembre 1971 à Épernay, est un pilote moto français.

## Palmarès

### Enduro du Touquet
- 1999, 2004, 2012, et 2013 : Vainqueur à 4 reprises

### Championnat de France de courses sur sable
- Il est champion de France à 3 reprises, en 2011, 2012, 2013[1].

### Ronde des sables d'Hossegor
- 2013 : Vainqueur devant Thomas Allier et Milko Potisek[2]